# Рокишкис
Ро́кишкис (лит. Rokiškis, до 1917 года Ракишки) — город на северо-востоке Литвы, административный центр Рокишкского района в Паневежском уезде. Исторический центр города включен в Регистр культурных ценностей Литовской Республики, охраняется государством (код 17102). Рокишкис известен своими сырами. В настоящее время в Рокишкисе расположен офис крупнейшего литовского производителя молочных продуктов — «Rokiškio sūris».

## География
Расположен на границе с Латвией, в 158 км от Вильнюса, 165 от Каунаса и в 63 км от Утены. Железнодорожная станция на линии Паневежис — Даугавпилс. Через город протекает река Лаукупе, в 6 км от города берёт начало река Мемеле.

## Население
| 1823                                                                                                  | 1868* | 1897   | 1899*  | 1923   | 1931   | 1939   |
| --- | ----- | ------ | ------ | ------ | ------ | ------ |
| 200                                                                                                   | 529   | 2700   | 3000   | 4325   | 4630   | 5480   |
| 1959                                                                                                  | 1970  | 1976   | 1979   | 1989   | 2001   | 2011   |
| 5500                                                                                                  | 9153  | 11 800 | 13 192 | 17 826 | 16 746 | 14 351 |
| 2017                                                                                                  | -     | -      | -      | -      | -      | -      |
| 12 738                                                                                                | -     | -      | -      | -      | -      | -      |
| - * pagal enciklopedijos išleidimo metus. Metai, kurių duomenys pateikti enciklopedijoje, nenurodyti. |       |        |        |        |        |        |
| Гистограмма динамики населения                                                                        |       |        |        |        |        |        |

По данным переписи 2011 года из 14 351 жителей 13 214 (92,08 %) — литовцы, 901 (6,28 %) — русские, 56 (0,39 %) — поляки, 37 (0,26 %) — белорусы, 35 (0,24 %) — украинцы, 108 (0,75 %) — прочие.

## Этимология названия
Название выводят от имени или фамилии Rokas.

## История
Самое раннее упоминание о поместье Рокишкис в письменных источниках относится к 1499 году и связано с привилегией великого князя Александра о рубке леса. Первое упоминание о приходской церкви в этом месте относится к 1500 году. Как город упоминается в 1516 году. В 1523 году стал собственностью князей Крошиньских. Находился в Великом княжестве Литовском в составе Речи Посполитой. В 1655—1660 гг. во время Северной войны город сильно пострадал от шведской армии. В 1715 году владельцами Рокишкис стали графы Тизенгаузены, которые перенесли сюда родовое имение из Постав.
До XVIII века город был сформирован в соответствии с радикальным планом, в 1770-х гг. реорганизован в соответствии с принципами классицистического планирования: рядом со старой радиальной частью была создана новая правильная прямоугольная сеть улиц с прямоугольной рыночной площадью в центре. Композиционная ось городского ансамбля (около 2 км длиной) проходит по территории дворцовой усадьбы с прудами по сторонам, через продолговатую рыночную площадь со зданием торговых рядов и замыкается большой неоготической церковью. Предположительно, создание ансамбля принадлежит архитектору Лауринасу Стуока-Гуцявичюсу.
В XIX веке по инициативе Игнатия Тизенгаузена в Рокишкисе были построены торговые ряды, гостиница, пивоварня, кирпичный завод, мельница, больница, школа.
При третьем разделе Польши в 1795 году отошёл к Российской Империи. До 1843 года входил в состав Виленской губернии. В 1843 году местечко в составе Новоалександровского уезда было передано в образованную Ковенскую губернию.
Значительный рост местечка начался в 1873 году после постройки железнодорожной линии Двинск — Либава, которая проходила через Ракишки. В конце XIX века в Ракишках проживало 3000 жителей. В 1897 году численность еврейского населения составляла 75 %. Имелись католический костёл, синагога, богадельня, училище, пивоваренный завод.
В 1868—1885 гг. на средства Райнольда Тизенгаузена и Марии Пшездецкой-Тизенгаузен построен костёл Св. Матфея.
В 1878 году в имении Рокишкис по инициативе Марии Пшездецкой-Тизенгаузен была создана детская музыкальная школа, в которой получили музыкальное образование классики литовской музыки: М. Петраускас, Ю. Таллат-Кялпша, Ю. Груодис и др. До 1903 года школой руководил Рудольф Лиман.
Во время Первой мировой войны с лета 1915 года до 1918 года был оккупирован немецкой армией. Большинство евреев города бежали во внутренние районы России. С 1916 года стал административным центром уезда. После окончания войны и до 1940 года находился в составе Литвы. Повторно получил права города в 1920 году. В 1923 году еврейская община Рокишкиса насчитывала 2 013 человек.
В 1928 году был создан завод сельскохозяйственной техники. К 1930 году в городе было около 130 магазинов, 15 банков и коммерческих учреждений, 9 небольших заводов и 28 мастерских, молочная ферма, 3 начальных школы, гимназия, еврейская религиозная школа, школа рукоделия и кулинарии для девочек, больница, библиотека, 2 книжных магазина, кинотеатр. В 1931 году на центральной площади перед костелом был открыт памятник, посвященный 10-летию независимости Литвы (скульптор Р. Антинис).
C 1940 в составе Литовской ССР. В период 1940—1941 и 1944—1953 гг. 155 жителей были депортированы. В 1940 году имение Рокишкис было национализировано, в главном здании усадьбы разместился краеведческий музей.
Во время Великой Отечественной войны 27 июня 1941 года был оккупирован немецкой армией. С июня 1941 года айнзацгруппы начали расстрелы еврейского населения, коммунистов и советских военнопленных. 15-16 августа 1941 года, согласно отчету Егера, было убито 3207 евреев, партизан и коммунистов. Оставшиеся евреи были депортированы в гетто в Ионишкис и убиты там.
31 июля 1944 года город был освобожден войсками Первого Прибалтийского Фронта в ходе Шяуляйской операции. С 1950 года был центром Рокишкского района Литовской ССР. С 1991 года в составе Литвы. С 1993 года является центром Рокишкского городского староства. В 1993 году были утверждены герб и флаг города. В том же году исторический центр города был включен в Регистр культурных ценностей Литовской Республики (код 17102).
В 1999 году в честь 500-летия города на площади Независимости был установлен памятник Арка. Авторы проекта — Леонас Жулкис, Гедиминас Жулкис, Эляна Бучюте и Лада Маркеевайте.

## Экономика
В XIX веке имение Рокишкис было одним из крупнейших в Литве поставщиков льноволокна, льяного и конопляного семени. В советское время работали Опытно-экспериментальный завод сельскохозяйственных машин, сыродельный завод, консервный завод и завод комбикормов, швейная фабрика. В период с 1965 по 1985 гг. в Рокишкис работал аэропорт, из которого осуществлялись регулярные рейсы в Вильнюс.
В настоящее время в Рокишкисе расположен офис крупнейшего литовского производителя молочных продуктов — «Rokiškio sūris». «Рокишкё сурис» вырос из небольшой компании, основанной в 1925 году на базе молочной фермы имения Тизенгаузенов. В 1964 году был построен сыродельный завод.
Другим важным предприятием является Рокишский машиностроительный завод (лит. Rokiškio mašinų gamykla), производящий сельскохозяйственную технику.

## Достопримечательности
- Неоготический костёл Святого Матфея (построен в 1877 году, внутреннее убранство закончено в 1885 году)
- Рокишкская Кальвария
- Усадьба Рокишкис
- Дом кукол
- Центральный городской парк имени Ленгинаса Шяпки

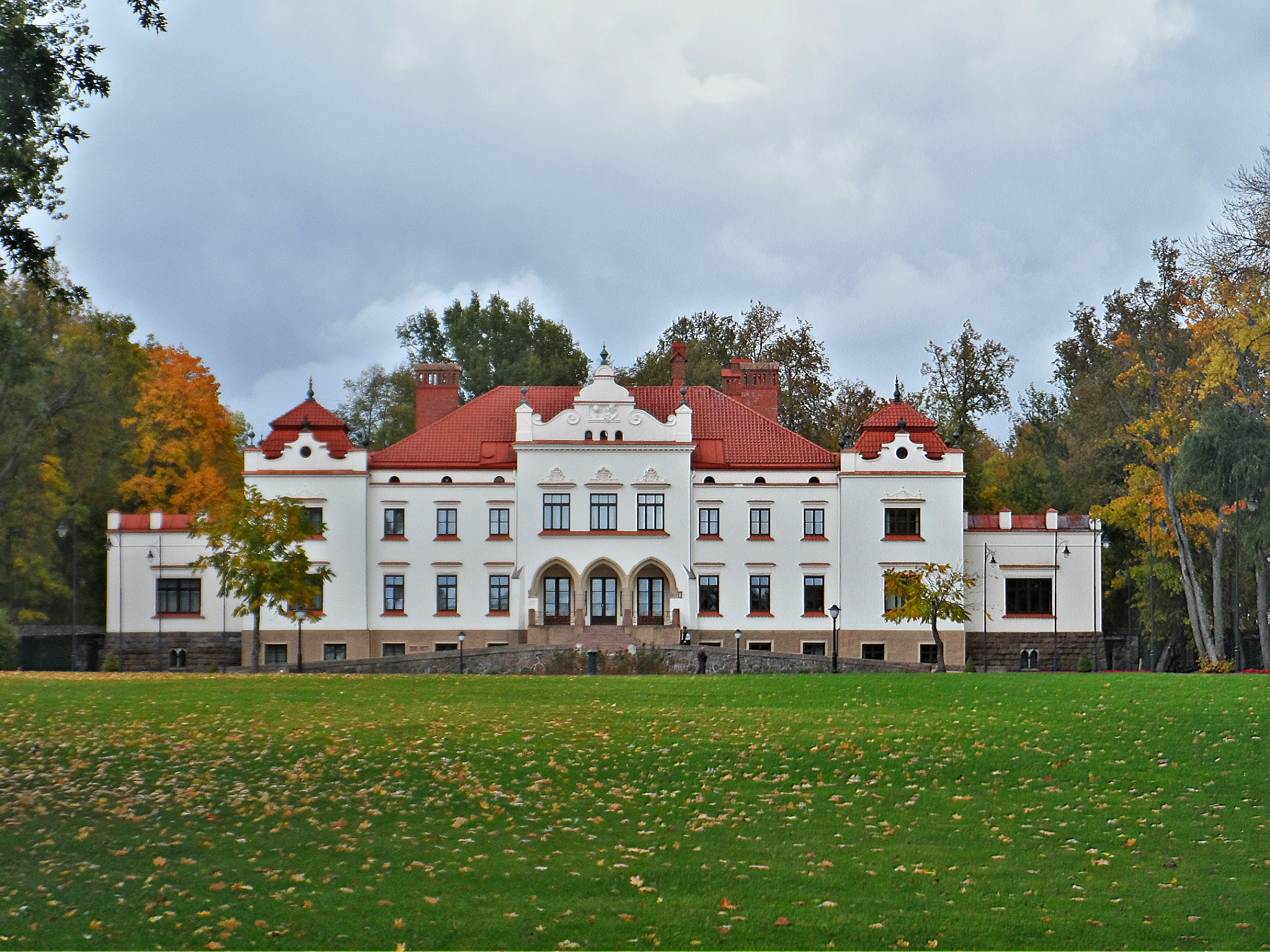
Усадьба Рокишкис
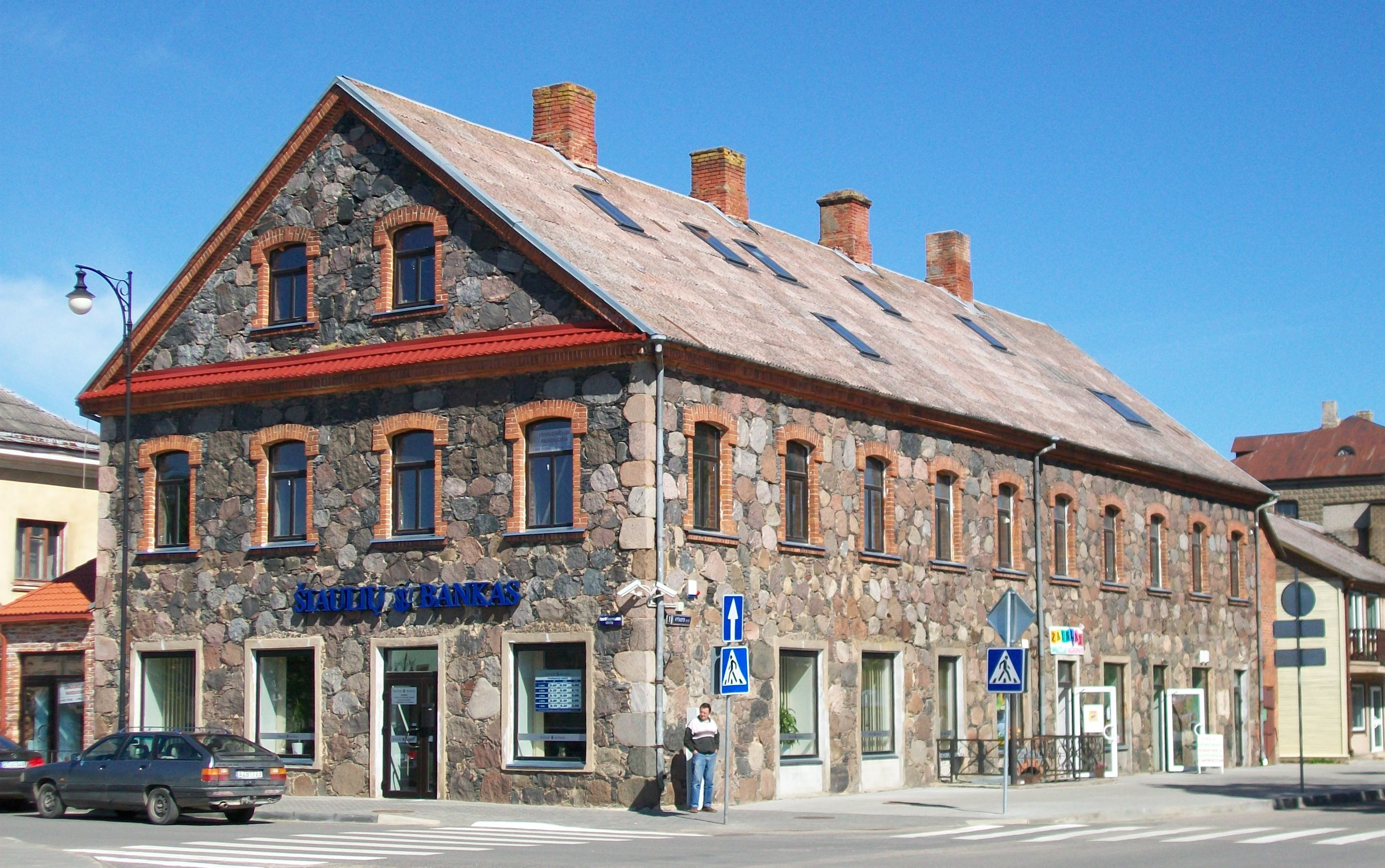
Здание на площади Независимости
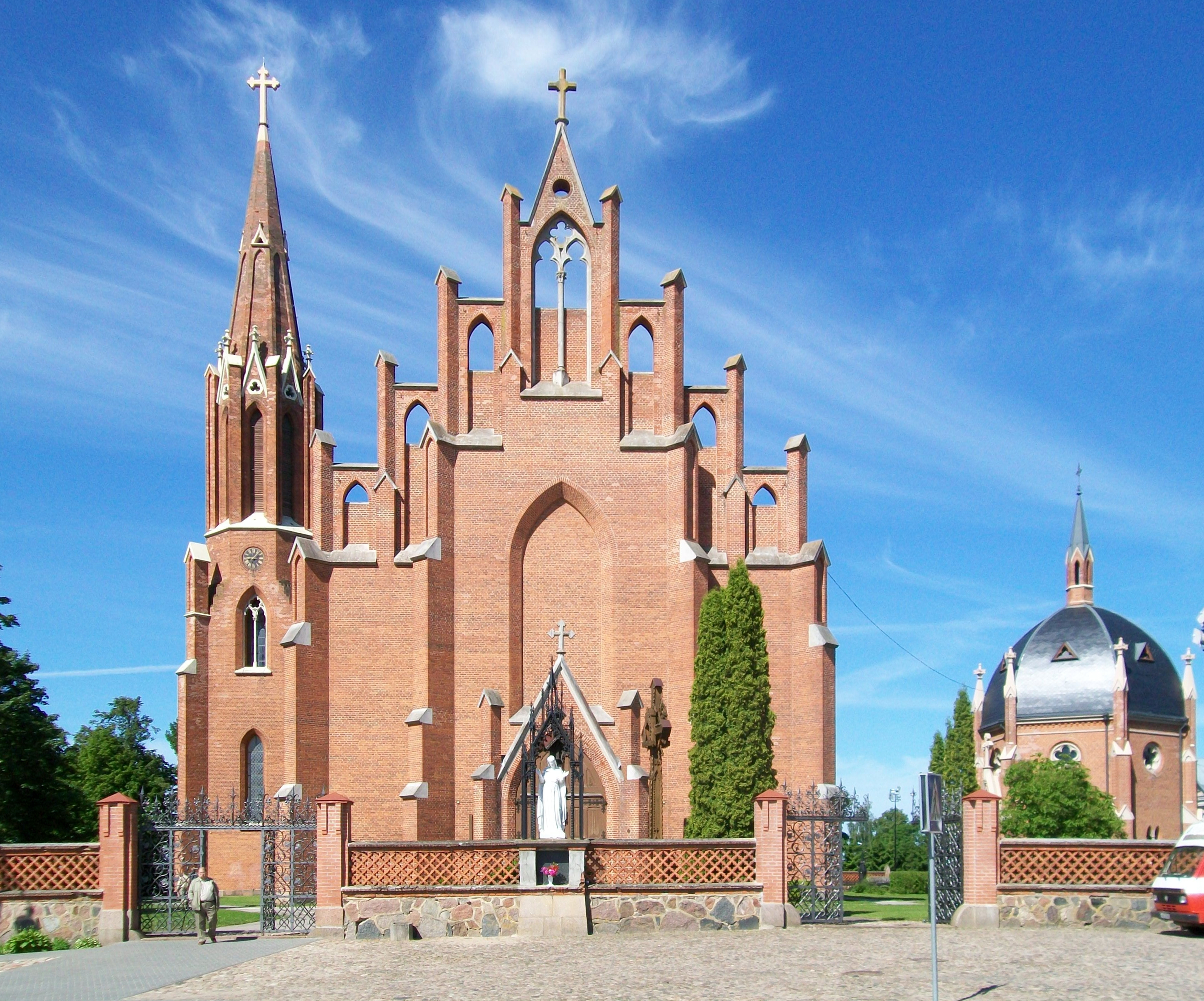
костёл Святого Матфея
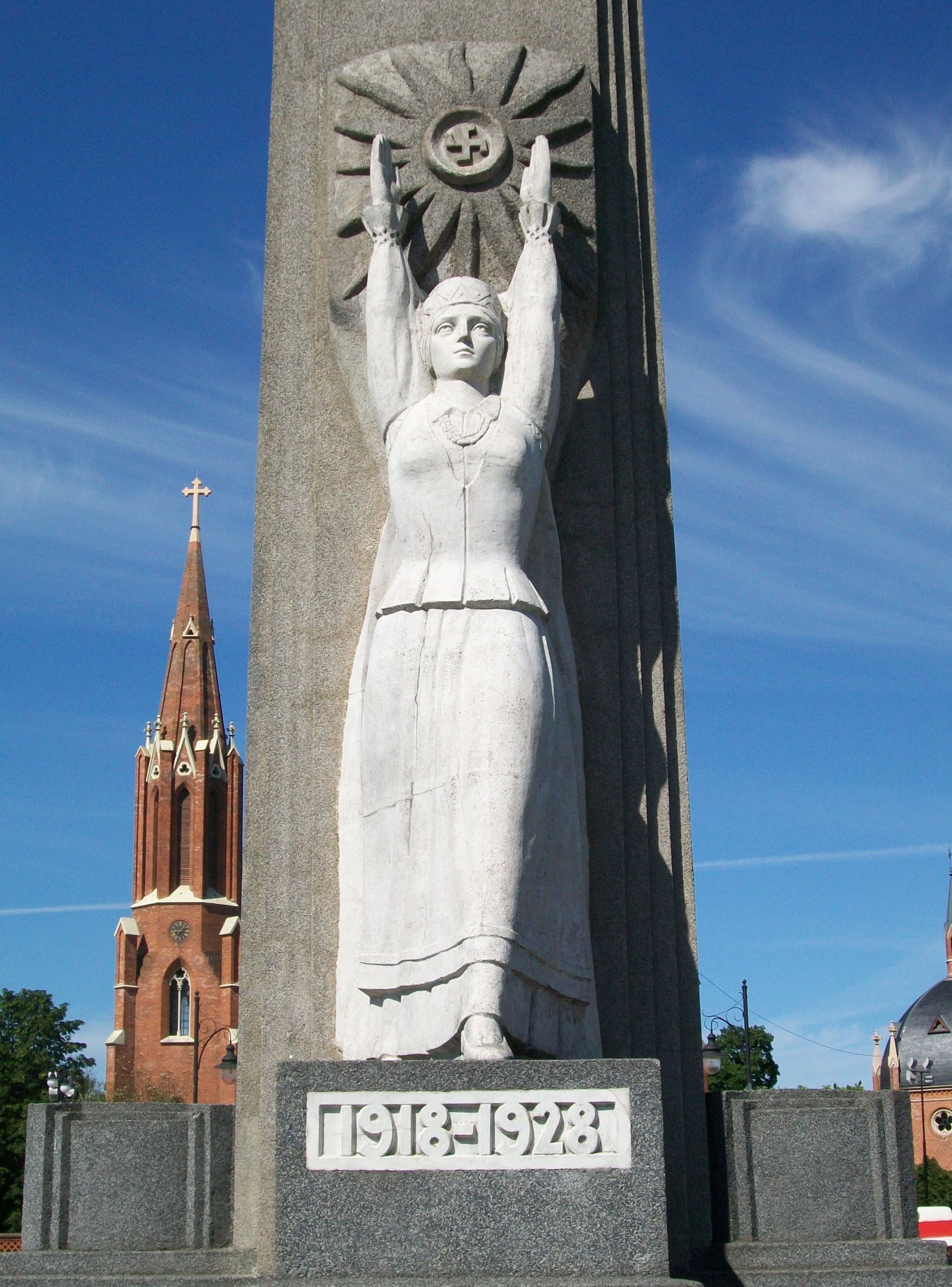
Памятник Независимости
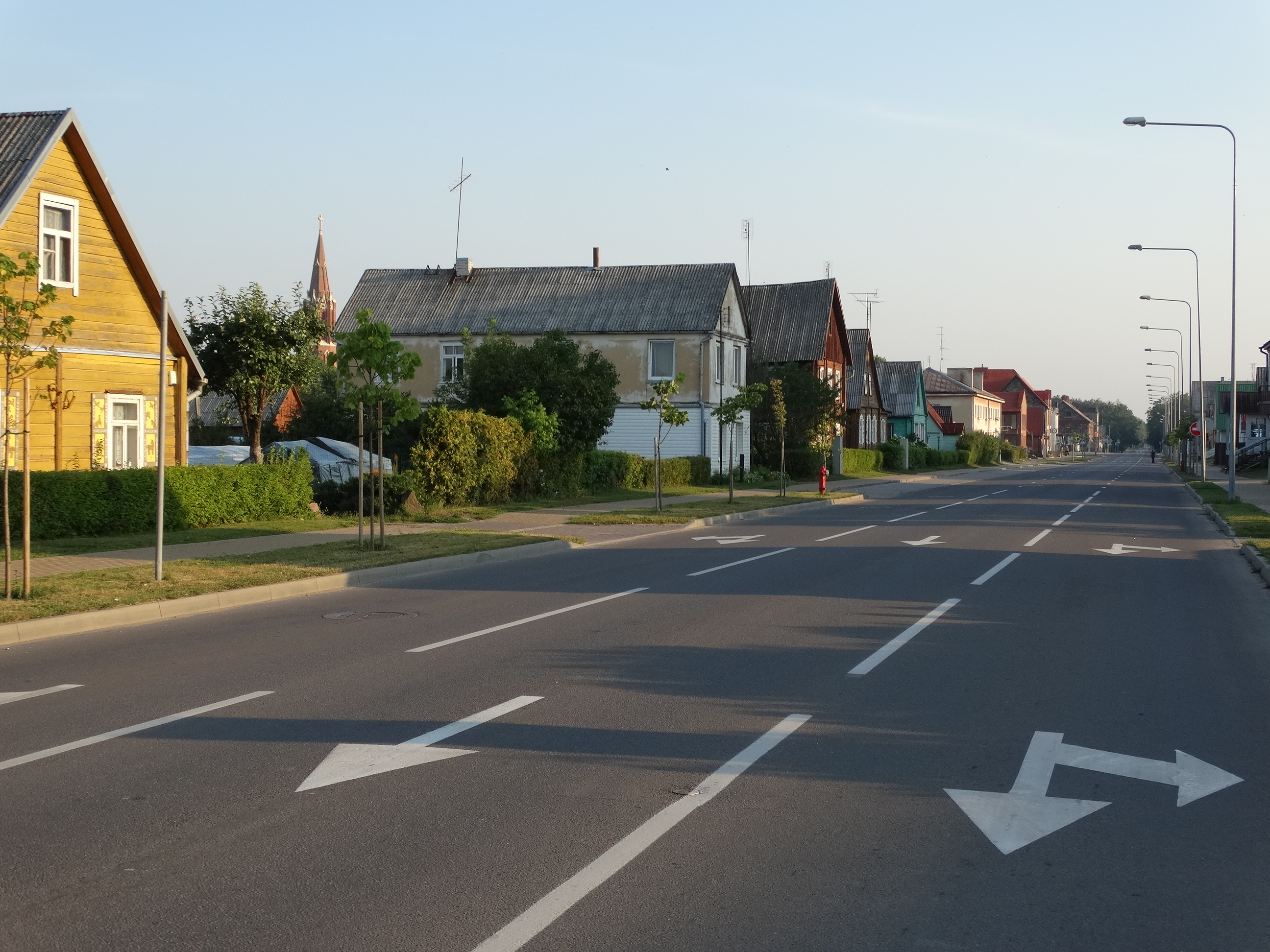
улица Республикос
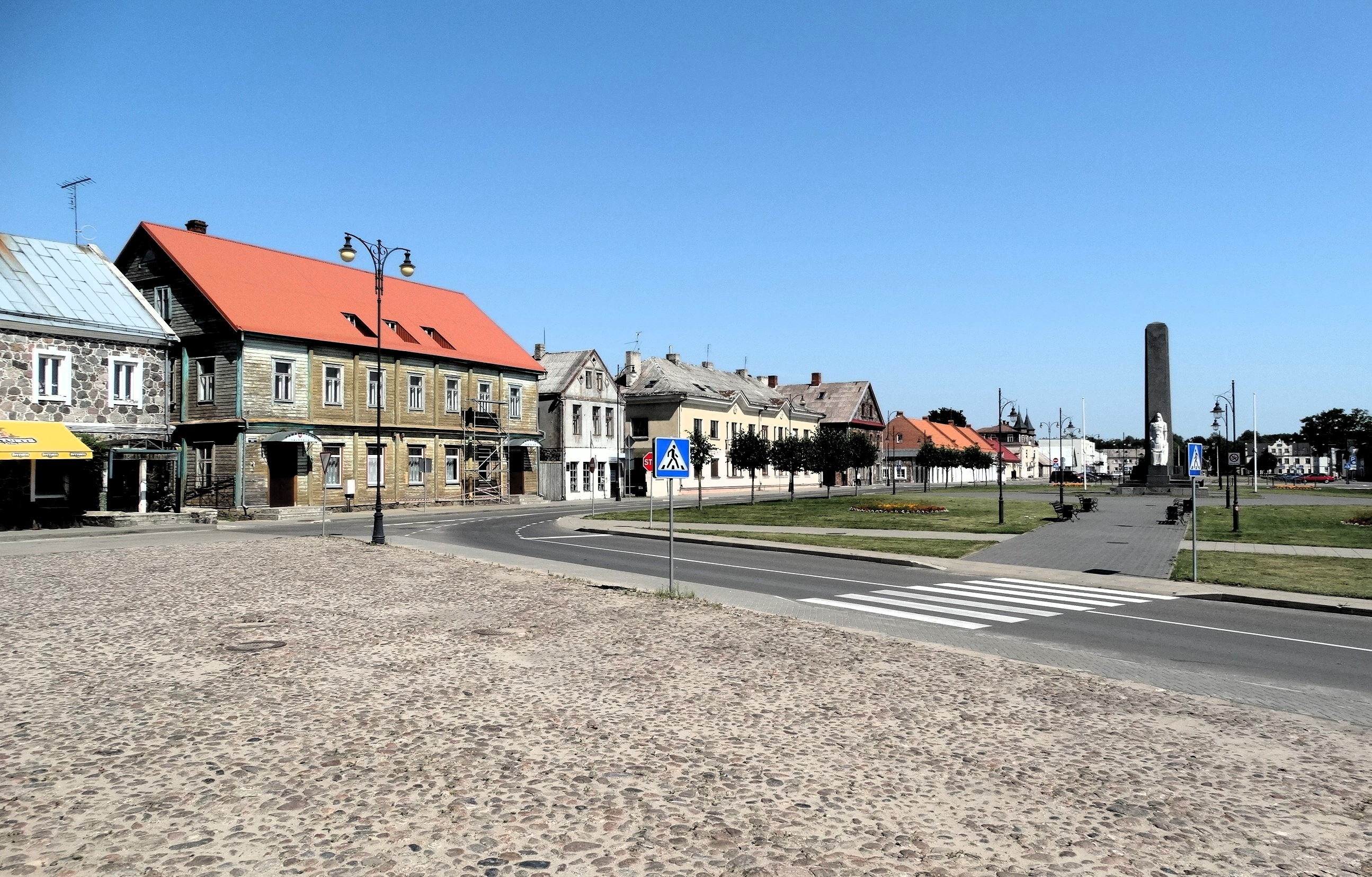
Центр города

## Культура
В городе 1 гимназия и 2 прогимназии, 3 детских сада, библиотека Юозаса Келитиса. Кроме того, в городе действуют филиал Паневежского колледжа (бывшая Рокишкская школа культуры), Рокишкская школа технологий, бизнеса и сельского хозяйства, Центр обучения взрослых и молодежи. С 1932 года в городе работает краеведческий музей (размещается в главном здании усадьбы Рокишкис).
В городе имеется любительский театр. В Рокишкисе проходят два театральных фестиваля — Национальный фестиваль театров республики и международный фестиваль «Интеррампа».

## Известные жители и уроженцы
- Альгирдас Бразаускас — литовский государственный деятель, президент Литовской Республики (1993—1998), премьер-министр Литовской Республики (2001—2006)
- Бронюс Бружас — литовский художник витражист
- Иоланта Вилютите — литовская баскетболистка
- Лорета Граужинене — политический и общественный деятель Литвы
- Моника Миронайте — литовская театральная актриса
- Яков Смушкевич — советский военачальник
- Райвидас Станис — литовский легкоатлет, прыгун в высоту
- Антоний Урбшс — епископ Римско-католической церкви

## Города-побратимы
- Пабьянице ,  Польша